# Eurovision Young Musicians 2014
Der 17. Eurovision Young Musicians (EYM) fand am 31. Mai 2014 in Köln in Deutschland statt. Es war das insgesamt zweite Mal, dass Deutschland den Wettbewerb austrug, nachdem der Wettbewerb 2002 in Berlin stattfand.

## Austragungsort
Am 9. Dezember 2014 bestätigte die EBU, dass Köln den Wettbewerb austragen wird. Deutschland war bereits 2002 Gastgeber, als der Wettbewerb in Berlin stattfand.

## Format
In diesem Jahr wurden die Halbfinalrunden vorübergehend abgeschafft und durch eine Vorrunde ersetzt, in der jeder Kandidat 15 Minuten Zeit hatte, sein Talent unter Beweis zu stellen. Im Finale hingegen lag die Maximaldauer der Performance bei fünf Minuten. Die Vorrunde fand am 26. und 27. Mai 2014 statt und wurde im Livestream auf youngmusicians.tv übertragen. Im Gegensatz zu den Halbfinals schied in der Vorrunde keiner der Teilnehmer aus und alle 14 Acts traten im Finale an.

### Jury
Folgende Personen waren Teil der internationalen Jury, die abstimmen konnte:
- : Clemens Hellsberg[4] (Jurypräsident)
- : Markus Pawlik[5] (Sieger bei EYM 1982)
- : Carol McGonnell[6]
- : Maurice Steger
- : Uroš Lajovic

## Teilnehmer

Länder, die 2014 teilgenommen haben
Länder, die in der Vergangenheit teilgenommen haben, jedoch nicht 2014

Wie im Vorjahr nahmen 14 Länder am Wettbewerb teil. Mit Malta und Moldau debütierten zwei Länder. Portugal, Schweden und Ungarn kehrten zum Wettbewerb zurück. Allerdings zogen sich Armenien, Belarus, Bosnien und Herzegowina, Georgien und die Ukraine vom Wettbewerb zurück.

## Vorrunde
In der Vorrunde wurden die Wertungen durch die Jury vergeben. Sie war aufgeteilt auf je sieben Teilnehmer am 26. und 27. Mai 2014. Diese fanden im Funkhaus Wallrafplatz statt.

### Erste Vorrunde
| Startnr. | Land        | Interpret                   | Instrument | Musikstück(e) |
| -------- | ----------- | --------------------------- | ---------- | --- |
| 1        | Kroatien    | Sara Domjanić               | Violine    | Sonate für Violine in C-moll, Op.45, No.3 (1. mvt: Allegro molto ed appassionato) von Edvard Grieg Valse-Scherzo in C-dur, Op.34 von Pjotr Iljitsch Tschaikowski              |
| 2        | Norwegen    | Sonoko Miriam Shimano Welde | Violine    | Poème, Op.25 von Ernest Chausson |
| 3        | Malta       | Kurt Aquilina               | Gitarre    | August Lullaby von Marek Mancina von Per-Olov Kindgren Concerto de Aranquez von Joaquín Rodrigo Birds flew over the spire von Gary Ryan                                       |
| 4        | Ungarn      | Gergely Devich              | Cello      | Menuett in C-dur von Haydn-Piattiy Liebestraum von Liszt-Cassado Roumanien folk dances von Bartók-Silva                                                                       |
| 5        | Slowenien   | Urban Stanič                | Klavier    | Sonate/Capriccio K20, E-dur von Domenico Scarlatti Paraphrase de concert S. 434 von Franz Liszt Suggestion diabolique, Op.4 von Sergei Sergejewitsch Prokofjew                |
| 6        | Österreich  | Ziyu He                     | Violine    | Violinkonzert KV 207, 1. Satz mit Kadenz Kurt Guntner von Wolfgang Amadeus Mozart Capriccio Op. 1/1 von Niccolò Paganini 2. Violinkonzert von Béla Bartók                     |
| 7        | Niederlande | Lucie Horsch                | Blockflöte | Sonata seconda (Renaissance sopran) von Dario Castello Der Besucher der Idylle (1993) (Tenor) von Isang Yun Adagio en Allegro uit Sonate Wq 135 von Carl Philipp Emanuel Bach |

### Zweite Vorrunde
| Startnr. | Land         | Interpret               | Instrument | Musikstück(e) |
| -------- | ------------ | ----------------------- | ---------- | --- |
| 8        | Polen        | Bartosz Kołsut          | Akkordeon  | Praeludium et Fugue in H-moll BWV 893 von Johann Sebastian Bach Near the Portrait von Niccolo Paganini von Wolodimir Runtschak Don Rhapsody part III von Vjatscheslaw Siemionow                                                                               |
| 9        | Portugal     | André Gunko             | Cello      | Suite per solo cello - Intermezzo e danza finale von Gaspar Cassadó Pezzo Capriccioso von Pjotr Iljitsch Tschaikowski |
| 10       | Griechenland | Vassilis Digos          | Gitarre    | Differencias Sobre Guardame las Vacas von Luis de Narváez Danza del Altiplano von Leo Brouwer Sonate-Joaquin Turina 2. und 3. Bewegung von Joaquín Turina |
| 11       | Deutschland  | Judith Stapf            | Violine    | Grand Caprice per violine solo op. 26 „Der Erlkönig“ (nach der Ballade von Franz Schubert) von Heinrich Wilhelm Ernst/Franz Schubert Estrellita von Manuel María Ponce/arr. Jascha Heifetz Violin Sonate in d, Op. 108, 4. Presto agitato von Johannes Brahms |
| 12       | Schweden     | Albin Uusijärvi         | Bratsche   | Romanze Op. 85 von Max Bruch |
| 13       | Tschechien   | Martin Kot              | Akkordeon  | Flick-Flack von Albert Vossen |
| 14       | Moldau       | Liwika Schtirbu-Sokolow | Klavier    | Prelude et Fugue No.2 A-moll Op.87 von Dmitri Dmitrijewitsch Schostakowitsch Novelette No.3 von Francis Poulenc Sonate No.1 von Rodion Konstantinowitsch Schtschedrin                                                                                         |

## Finale
Insgesamt 14 Länder nahmen teil. Malta und Moldawien gaben ihr Debüt, während Bosnien-Herzegowina, Weißrussland, Georgien, Armenien und die Ukraine sich vom Wettbewerb zurückzogen. Portugal nahm erstmals seit dem Debüt 1994 teil, Schweden erstmals seit 2010 und Ungarn zum ersten Mal seit 2000. Die Platzierungen 4 bis 14 wurden von der EBU nicht bekanntgegeben.
Der 15-Jährige österreichische Violinist Ziyu He setzte sich mit seiner Interpretation des ersten Satzes aus dem 2. Violinkonzert von Béla Bartók gegen die 13 Mitbewerber durch und bekam von der Jury den ersten Platz zugesprochen. Auf den Plätzen zwei und drei folgten Urban Stanic (17) aus Slowenien und Gergely Devich (15) aus Ungarn.
| Platz | Startnr. | Land         | Interpret                   | Instrument | Stück |
| ----- | -------- | ------------ | --------------------------- | ---------- | --- |
| 1.    | 6        | Österreich   | Ziyu He                     | Violine    | 2. Violinkonzert von Béla Bartók |
| 2.    | 5        | Slowenien    | Urban Stanič                | Klavier    | Grande polonaise brillante, Op. 22 E-dur flach von Frédéric Chopin                                                                    |
| 3.    | 4        | Ungarn       | Gergely Devich              | Cello      | Allegro appassionato Op.43 von Camille Saint-Saëns                                                                                    |
| -     | 1        | Moldau       | Liwika Schtirbu-Sokolow     | Klavier    | Piano concerto von Liwiu Schtirbu |
| -     | 2        | Kroatien     | Sara Domjanić               | Violine    | Zigeunerweisen, Op.2 von Pablo de Sarasate                                                                                            |
| -     | 3        | Malta        | Kurt Aquilina               | Gitarre    | Concerto de Aranquez von Joaquin Rodrigo                                                                                              |
| -     | 7        | Polen        | Bartosz Kołsut              | Akkordeon  | „Concerto Classico“ Teil I von Bronisław Kazimierz Przybylski                                                                         |
| -     | 8        | Niederlande  | Lucie Horsch                | Blockflöte | Concerto per flautino in sol maggiore RV 443 von Antonio Vivaldi                                                                      |
| -     | 9        | Portugal     | André Gunko                 | Cello      | Cello Concerto Op. 85, 2 mov Lento. Allegro molto von Edward Elgar                                                                    |
| -     | 10       | Griechenland | Vassilis Digos              | Gitarre    | Concerto in Re - M.C. Tedesco von Mario Castelnuovo-Tedesco                                                                           |
| -     | 11       | Deutschland  | Judith Stapf                | Violine    | Violin Concerto No. 1 in A-moll, Opus 77, 4. Bewegung: Burlesque: Allegro con brio - Presto von Dmitri Dmitrijewitsch Schostakowitsch |
| -     | 12       | Schweden     | Albin Uusijärvi             | Bratsche   | Viola concerto, 2. Bewegung von William Walton                                                                                        |
| -     | 13       | Tschechien   | Martin Kot                  | Akkordeon  | Flick-Flack von Albert Vossen |
| -     | 14       | Norwegen     | Sonoko Miriam Shimano Welde | Violine    | 3. Bewegung von Violin Concerto No.1 in G-moll, Op.26 von Max Bruch                                                                   |

## Absagen
- Ukraine: Am 23. Januar 2014 wurde berichtet, dass sich NTU 2014 von EYM zurückziehen wird.[9]
- Belarus: Am 6. Januar 2014 gab BTRC bekannt, 2014 nicht teilnehmen zu wollen.[10]

## Übertragung

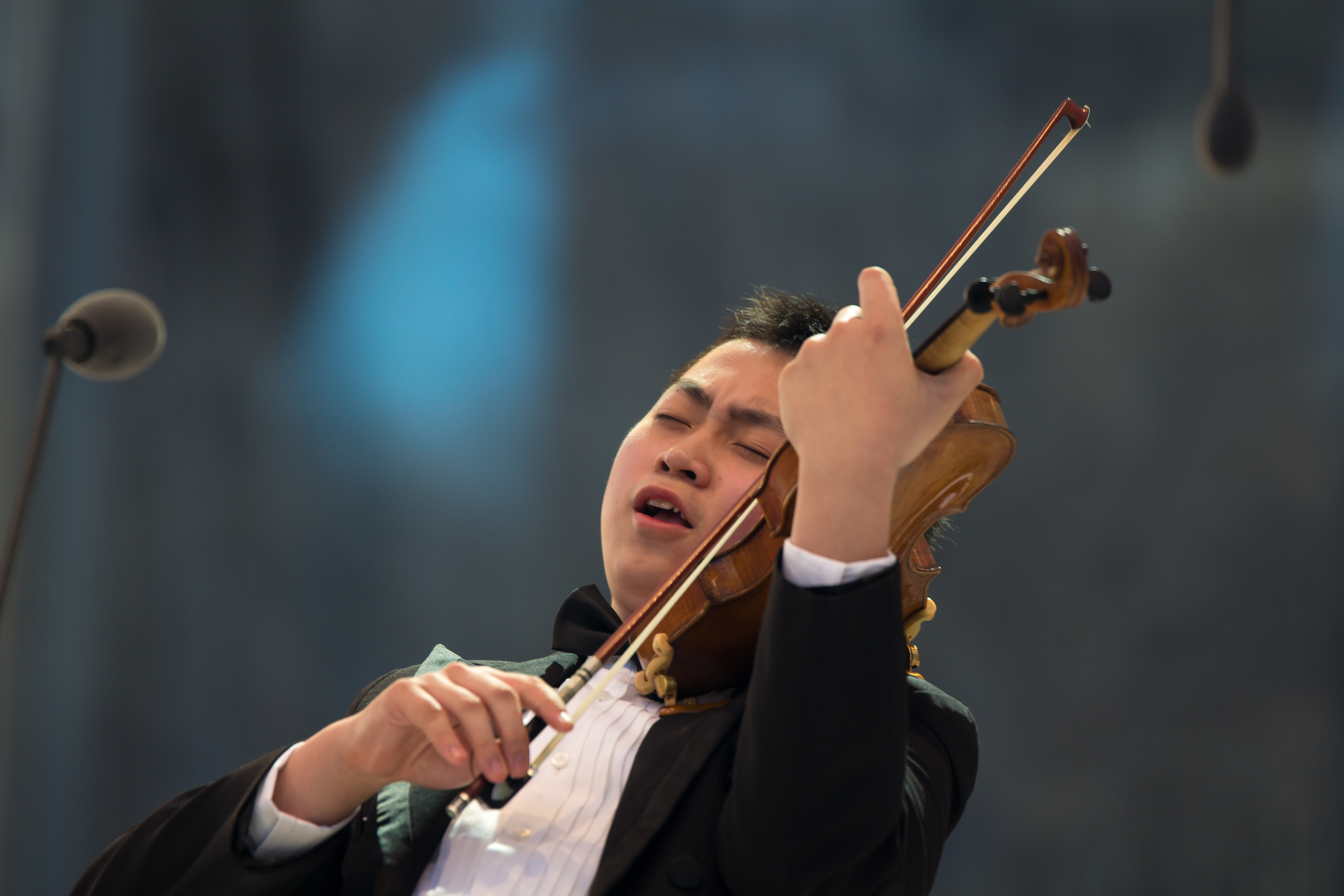
Gewinner Ziyu He bei der Generalprobe des EYM 2014

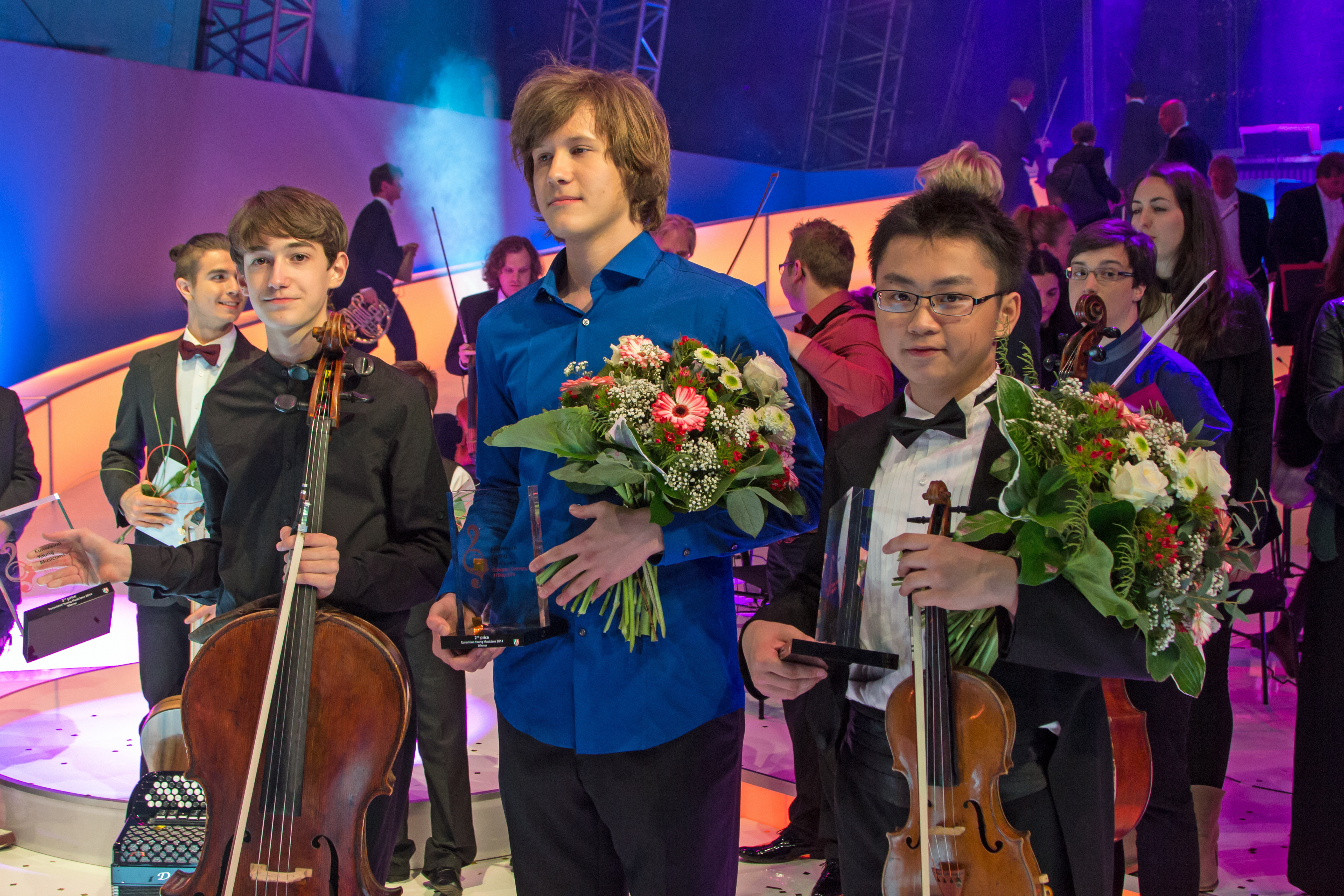
Die Sieger des Eurovision Young Musicians 2014: Gergely Devich, Urban Stanič, Ziyu He

Folgende Rundfunkanstalten übertrugen den Wettbewerb entweder live oder zeitversetzt:
- Moldau – Live auf TVM1 und Radio Moldova
- Kroatien – Live auf HRT2
- Malta – Mit 50-minütiger Verzögerung auf TVM1
- Ungarn – Live auf M2
- Slowenien – Live auf RTVSLO2
- Österreich – TV-Übertragung am 8. Juni um 10:30 Uhr auf ORF 2
- Polen – Live auf TVP Kultura
- Niederlande – TV-Übertragung am 9. Juni um 23:30 Uhr auf NTR
- Portugal – Live auf Antena 2 (Radio), TV-Übertragung am 1. Juni um 22:30 Uhr auf RTP2
- Griechenland – Live auf ERA 1 (Radio), TV-Übertragung am 1. Juni um 13:00 Uhr auf ERT1
- Deutschland – Mit 15-minütiger Verzögerung auf WDR
- Schweden – Live auf SVT 2
- Tschechien – Live auf ČT Art
- Norwegen – Live auf NRK 1